# Paracornicularia
Paracornicularia là một chi nhện trong họ Linyphiidae.